# Бобан Марјановић
Бобан Марјановић (Бољевац, 15. август 1988) српски je кошаркаш. Игра на позицији центра a тренутно наступа за Ђеђанг Лајонсе. Са 224 cm висине један је од највиших кошаркаша у свим такмичењима у којима наступа.
Поред велике висине одликује га изузетна снага, али и мека рука приликом шута, те су му проценти шута споља као слободних бацања веома добри с обзиром да игра на позицији центра. У досадашњој каријери наступао је за: Хемофарм, ЦСКА Москву, Жалгирис, Нижњи Новгород, Раднички Крагујевац, Мега Визуру, Црвену звезду и Детроит пистонсе, Далас Мавериксе, Хјустон Рокетсе, Лос Анђелес Клиперсе, Филаделфија Севентисиксерсе и Сан Антонио спарсе. Три пута је био најкориснији играч Кошаркашке лиге Србије. Двоструки је члан идеалне петорке Јадранске лиге. Четири пута је био МВП Евролиге, а проглашен је и за најкориснијег играча прве фазе Евролиге као и члан идеалне петорке у сезони 2014/15. У тој сезони успео је да обори три рекорда у историји Евролиге и то: број остварених дабл-даблова у једној сезони (16), укупан број скокова у једној сезони (256) као и укупан индекс корисности у једној сезони и то 616. Био је део најуспешније генерације у историји Црвене звезде која је успела да освоји триплу круну у сезони 2014/15.

## Играчка каријера

### Млађе категорије
Кошарком је почео да се бави у млађим категоријама клуба Ртањ из Бољевца. Међутим због своје висине запао је у очи многима, па га је већ са 13 година приметио и вршачки Хемофарм. Године 2003. већ потписује први професионални уговор са Хемофармом. На крају 8. разреда имао је 200 cm, док је годину дана касније када је дошао у екипу Хемофарма имао 209 cm.

### Хемофарм
Марјановић је сениорску каријеру започео у Хемофарму у сезони 2005/06. уз прекид у сезони 2006/07. чију је другу половину провео на позајмици у мањем вршачком клубу Свислајон Таково. У сезони 2009/10. Боби је био резервни центар Рашку Катићу, али је своје минуте искоришћавао веома добро и био значајан играч у ротацији Хемофарма. Имао је веома запажену статистику у свим лигама за које је играо: Јадранској лиги - 7,1 поен, 4,9 скокова и 0,8 блокаде, Еврокупу - 9 поена, 5,3 скокова и 1 блокада и Суперлиги Србије - 9,5 поена, 5,2 скокова и 1,1 блокада по утакмици. Током целе сезоне проценат шута слободних бацања је био око 70%, а проценат за два од 65% до чак 75% у Суперлиги Србије. Оваквим учинком је скренуо пажњу многих скаута. Био је веома битан играч у тиму који је те године стигао до полуфинала УЛЕБ Еврокупа, финалног турнира Јадранске лиге као и финала Српске кошаркашке лиге. Током боравка у Хемофарму имао је и честих проблема са коленом због чега је пропустио доста утакмица.

### ЦСКА Москва
Јула 2010. га нови тренер ЦСКА Душко Вујошевић доводи у Москву, где потписује трогодишњи уговор са руским клубом ЦСКА Москва. Био је део екипе ЦСКА која је успела да победи Кливленд, и то је први пут да неки европски тим победи НБА тим на америчком тлу. Ипак, у његовом сећању остаће блокада примљена од у том моменту најбољег блокера НБА лиге Серж Ибаке. Слаби резултати клуба и веома мала минутажа обележавају овај део његове каријере. У Евролиги је са екипом ЦСКА одиграо 8 утакмица, и постигао просечних 4,3 поена и 3,7 скокова по утакмици. Сменом Душка Вујошевића са места главног тренера и његова позиција у тиму доведена је у питање.

### Жалгирис
Децембра исте године одлази на позајмицу до краја сезоне 2010/11. у литвански Жалгирис. Са литванском екипом осваја домаћу Литванску кошаркашку лигу као и Балтичку лигу. У Евролиги је играо на 6 утакмица постигнувши укупно 31 поен и 21 скок, за просечних 12 минута проведених на паркету. Најбољу утакмицу одиграо је против Олимпијакоса, када је постигао 12 поена и имао 7 скокова за 20 минта проведених у игри. Добио је и признање од Литванске кошаркашке лиге, тако што је наступао на њиховој all star утакмици.

### Нижњи Новгород
Јула 2011. прелази у Нижњи Новгород, у коме остаје до краја те године. За екипу из Новгорода одиграо је свега 4 утакмице, по две у Руској и ВТБ лиги, са веома малом минутажом.

### Раднички Крагујевац
Јануара 2012. враћа се у Србију и придружује тиму Радничког из Крагујевца (на позајмицу) у којој завршава ту сезону. Ипак ни у Крагујевцу није успео да дође до значајније минутаже јер је на позицији центра како у тиму Радничког тако и читавом Јадранском лигом доминирао Дејвид Сајмон. У Радничком је одиграо укупно 23 утакмице са такође са мање од 10 минута по утакмици, што није било довољно да се испољи сав његов потенцијал. Оно што је ретко ко приметио у тако ограниченој минутажи је проценат шута слободних бацања од 92,9% у Јадранској лиги и 89,7% у КЛС-у.

### Мега Визура
Јула 2012. приступа екипи београдске Мега Визуре, што се испоставило као кључним потезом како у напретку сопствене игре тако и у напретку у својој кошаркашкој каријери. Под вођством тренера Дејана Милојевића успева да своју игру подигне на виши ниво и заслужи титулу најкориснијег играча регуларног дела КЛС и Суперлиге Србије. Просечно је постизао 16,9 поена и бележио скоро 12 скокова по утакмици. Био је апсолутни лидер младе екипе у којој су стасали велики таленти као што су Василије Мицић, Немања Дангубић, Немања Крстић и др. Већ у првом мечу имао је 25 поена и уз 19 скокова сакупио 40 индексних поена против екипе Борца. Читаву лигу је одиграо са невероватним самопоуздањем где је на моменте деловало као да одрасли човек игра кошарку са децом. Од 25 утакмица у КЛС на 5 мечева је имао преко 40 индексних поена са максималним индексом 50 против Борца. Просечно је имао 29,4 индексна поена, 17,2 поена, 12,3 скокова и 1,5 блокада по утакмици. Такође био је најкориснији играч кола 9 пута, а 15 пута био је у идеалној петорци кола.
Ипак и даље су многи били скептични какве ће игре пружати у дуелима са најјачим тимовима Србије. На почетку Суперлиге имао је индекс корисности -2 у дуелу са Партизаном, док је у следећем колу против Константина имао скромних 12 индексних поена. Али након тога долази до битног меча против Радничког за пласман у Јадранску лигу следеће године. Мега је тада поразила трећепласирани тим Јадранске лиге, а Боби је остварио 38 индексних поена уз 29 поена, 15 скокова и 4 блокаде. Након тога је доминирао читавом Суперлигом бележећи просечних 16,4 поена и 10,7 скокова уз просечни индекс 24,6. Најбољу утакмицу одиграо је против још вишег Славка Вранеша у екипи Металца забележивши укупни индекс 49. У плеј офу се одлично показао против свог будућег тима Црвене звезде када је у три утакмице имао 16, 33 и 31 индексних поена. Често ће и касније помињати Милојевића као кључног тренера који је утицао пре свега на подизање самопоуздања.

### Црвена звезда
Одличне игре га препоручују Црвеној звезди за коју потписује у лето 2013. године. Са црвено-белима наставља са добрим партијама и по други пут узастопно осваја титула најкориснијег играча Суперлиге. Такође, заједно са својим саиграчем Демаркусом Нелсоном је изабран за прву петорку АБА лиге у сезони 2013/14. У Евролиги је одиграо свих 10 утакмица бележивши просечних 10,8 поена и 7,7 скокова по утакмици. Чак је био и МВП 10. кола, када је у победи над екипом Лијетувос ритаса имао 33 индексна поена. Ипак Црвена звезда са четири победе није успела да се пласира у првих 16 Евролиге, али је зато постигла одличне резултате у Еврокупу. Боби је био веома битан играч тима који је дошао до полуфинала овог такмичења. Са Звездом је освојио Куп Кораћа, али је на финалном турниру имао малу минутажу с обзиром да је био болестан од грипа. Ипак стекао се утисак да је могао бити још више искоришћен током сезоне али су му фалили квалитетни пасови. То се нарочито осетило након одласка Блејка Шилба, који му је често знао дати пас у правом тренутку како би лагано могао да поентира.
Другу сезону у Црвеној звезди дочекао је још спремније. Одласком Рашка Катића добија прилику да буде стартни центар, а доласком одличног асистента Маркуса Вилијамса повећао се број квалитетних пасова ка њему. То му омогућава да поптуно издоминира у многим статистичким категоријама у првом делу Евролиге. Поред тога што је био најефикаснији у групној фази Евролиге, имао је и највећи број скокова и највише погодака за два поена. Два пута је био и МВП кола читаве Евролиге и то у првом колу против Галатасараја са 30 индексних поена, као и у 7. колу против литванске екипе Нептунас, са 36 индексних поена. Са одличним играма наставио је и у ТОП 16 фази, тако што је још једном изабран за играча кола, али је доминирао у многим статистичким сегментима. И не само да је био најбољи у тој сезони већ је успео да обори неколико рекорда у историји такмичења и то: број остварених дабл-даблова у једној сезони (16), укупан број скокова у једној сезони (256) као и укупан индекс корисности у једној сезони и то 616. Због тога је изабран у најбољу петорку целокупног такмичења. Поред Евролиге био је запажен и у осталим такмичењима у којима је Црвена звезда забележила историјске успехе. Поново је одбрањен домаћи Куп. Међутим коначно је нешто више учињено и у Јадранској лиги. Звезда се низом рекорда пласирала на прво место у регуларном делу првенства да би у доигравању победама над Партизаном у полуфиналу прво обезбедила играње Евролиге и следеће године, а онда победом над Цедевитом у финалу и шампионску титулу. Боби је био члан идеалне петорке Јадранске лиге. Успех је забележен и у Кошаркашкој лиги Србије где је Боби поново проглашен за најкориснијег играча Суперлиге, а Звезда је после 17 година успела да поврати националну титулу. Боби је у финалу имао смањену минутажу због повреде али је ипак обележио целу сезону као најдоминантнији играч у свим такмичењима. Црвена звезда је са три освојене титуле дошла до највећих успеха у својој историји.
Током две сезоне у Црвеној звезди одиграо је 149 такмичарских утакмица и постигао 1766 поена уз 1165 скокова и 146 блокада. Освојио је титулу шампиона Србије и АБА лиге 2015. године уз два Купа Радивоја Кораћа 2014. и 2015, а играо је и у Топ 16 фази Евролиге 2014/15 и стигао до полуфинала Еврокупа у сезони 2013/14.

### Сан Антонио спарси
У јулу 2015. одлази у НБА лигу и потписује једногодишњи уговор са Сан Антонио спарсима. Иако није имао важећи уговор са Црвеном звездом ипак је са својим менаџером учинио да Звезда добије обештећење на име преласка у овај НБА тим, и то 625.000 долара, чиме је исказао и захвалност Звезди за најбоље сезоне у каријери.
После релативно доброг почетка Марјановић је све ређе добијао минутажу. Дана 11. новембра 2015. Марјановића шаљу у Остин спарсе у НБА развојну лигу. Међутим после само две утакмице у којој је постигао 16 и 34 поена враћа се у први тим. Већ на следећој утакмици против Филаделфије бележи тадашњи рекорд каријере од 18 поена и 4 скокова за свега 17 минута на паркету. Сан Антонио је победио Филаделфију са 51 разлике што је рекордна победа у историји ове франшизе. Након тога је одиграо још неколико добрих утакмица, а на утакмици против Финикса је уписао 12 скокова за 15 минута, што је рекорд франшизе. У последњој утакмици регуларног дела сезоне постигао је 22 поена и 12 скокова у победи против екипе Даласа.
Марјановић је у својој дебитантској сезони у НБА лиги бележио 5,5 поена, 3,6 скокова и 0,4 асистенција на 54 меча у просеку у регуларном делу сезоне, док је на седам сусрета у доигравању имао 3,4 поена и два скока у просеку.

### Детроит пистонси
У јулу 2016. Марјановић је потписао трогодишњи уговор са Детроит пистонсима, вредан 21 милион долара. 5. јануара 2017. Бобан је постигао 15 поена у рекордних 19 скокова против Шарлот хорнетса. 

### Лос Анђелес Клиперси
Јануара 2018. године заједно са Тобајас Харисом и Еври Бредлијем је трејдован у Клиперсе. У супротном смеру су отишли Блејк Грифин, Вили Рид и Брајс Џонсон. Иако је улавном имао епозодне улоге, дошао је до велике поуалрности као и у претходним тимовима. Близина Холивуда му је омогућила појављивање у филмовима и великом броју реклама, често и заједно са саиграчем Харисом. Једно време је био саиграч са Теодосићем. 

### Филадефија севентисиксерси
Фебурара 2019. године опет са Харсом је трејдован у Филаделфију, па се њихово пријатељство још више учврстило. На 22 утакмице Бобан је просечно бележио 8,2 поена и 5,1 скокова.

### Далас маверикс
На крају сезоне је потписао за екипу Даласа. У првој сезони, 11. марта 2020. године постигао је рекордних 31 поена са 17 скокова у победи над екипом Денвер нагетса. То се десило у истој ноћи када је НБА одлучила да суспендује сезону због епидемије корона вируса. На крају сезоне је продужио уговор са Даласом. Током играња за Далас друштво му је правио Лука Дончић који је уједно био и прва звезда тима.

### Хјустон рокитси
У лето 2022. године Марјановић прелази у екипу Хјустон рокитса.

### Ђеђанг Лајонсе
Почетком 2025. године Бобан Марјановић потписао је за нови клуб Ђеђанг Лајонсе из Кине.

## Репрезентација

### Млада
Са младом репрезентацијом Србије освојио је Светско првенство 2007. које је одржано у Новом Саду, бележећи просечно 8,4 поена и 6,6 скокова по утакмици. Поред њега перјанице овог тима били су: Милан Мачван, Стефан Марковић, Марко Кешељ и др. Следеће године је учествовао на Најки хуп самиту играјући за тим најбољих светских јуниора против средњошколске репрезентације Сједињених Држава. Сједињене Државе су славиле 98:78, а Марјановић је забележио 4 поена за 14 минута игре. Са младом репрезентацијом Србије освојио је прво место и на Европском првенству 2008. одржаном у Летонији.

### Сениорска
Био је део сениорске репрезентације која се борила у квалификацијама за Европско првенство 2009. године. Имао је неколико запажених утакмица у Београдској Арени. Ипак није био део селекције која је наступала на том првенству када је освојена сребрна медаља. Прву прилику да наступа на значајнијем такмичењу са сениорском националним тимом добија тек на Европском првенству 2011. и са њим осваја осмо место.
Иако је имао одличне сезоне иза себе, није био део планова Душана Ивковића пред Европско првенство у Словенији, као ни Саше Ђорђевића пред Светски куп у Шпанији.
Након неколико година без позива, Марјановић је поново позван у државни тим за Европско првенство 2015. Ипак након изјаве помоћног тренера Црвене звезде Борка Радовића, у којима изјављује да је Марјановић играо финале доигравања Суперлиге Србије са поломљеним стопалом, његов нови клуб Сан Антонио га је позвао да напусти припреме и дође у Сједињене Државе на преглед код њихових доктора. Након прегледа Сан Антонио је забранио Марјановићу да наступи на Европском првенству. Боби је касније изјавио да не криви Борка Радовића јер је његова изјава имала за циљ да похвали његово играње у битним утакмицама упркос ризику.

## Успеси

### Клупски
- Жалгирис:
  - Првенство Литваније (1): 2010/11.
  - Балтичка лига (1): 2010/11.
  - Куп Литваније (1): 2011.
- Црвена звезда:
  - Првенство Србије (1): 2014/15.
  - Јадранска лига (1): 2014/15.
  - Куп Радивоја Кораћа (2): 2014, 2015.

### Репрезентативни
- Европско првенство:  2017.
- Светско првенство до 19 година:  2007.
- Европско првенство до 20 година:  2008.

### Појединачни
- Најкориснији играч Суперлиге Србије (3): 2012/13, 2013/14, 2014/15.
- Најкориснији играч Кошаркашке лиге Србије (1): 2012/13.
- Идеална стартна петорка Јадранске лиге (2): 2013/14, 2014/15.
- Идеални тим Евролиге — прва постава (1): 2014/15.
- Најкориснији играч кола Евролиге (4): 2013/14. (1), 2014/15. (3)
- Учесник Ол-стар утакмице Првенства Литваније (1): 2011.

## Статистика
Напомена: Евролига није једино такмичење у којем је играч учествовао, играо је и у домаћим такмичењима

### Евролига
| Сезона   | Екипа         | ОУ | СУ | МПУ  | ПШ%  | 3П%  | СБ%  | СПУ  | АПУ | УПУ | БПУ | ППУ  | ИПУ  |
| -------- | ------------- | -- | -- | ---- | ---- | ---- | ---- | ---- | --- | --- | --- | ---- | ---- |
| 2010/11. | ЦСКА          | 8  | 3  | 11.4 | .458 | .000 | .923 | 3.5  | .4  | .6  | .6  | 4.3  | 5.6  |
| 2010/11. | Жалгирис      | 6  | 1  | 12.3 | .647 | .000 | .643 | 3.5  | .3  | .2  | .5  | 5.2  | 5.7  |
| 2013/14. | Црвена звезда | 10 | 9  | 19.9 | .616 | .000 | .621 | 7.7  | 1.0 | .9  | .8  | 10.8 | 15.2 |
| 2014/15. | Црвена звезда | 24 | 24 | 27.3 | .621 | .000 | .781 | 10.7 | 1.0 | .4  | .9  | 16.6 | 25.7 |
| Каријера |               | 48 | 37 | 21.3 | .610 | .000 | .755 | 8.0  | .8  | .5  | .8  | 11.9 | 17.7 |

|  | Најбољи учинак у лиги |

### НБА

#### Регуларни део сезоне
| Сезона   | Екипа                       | ОУ  | СУ | МПУ  | ПШ%  | 3П%  | СБ%  | СПУ | АПУ | УПУ | БПУ | ППУ |
| -------- | --------------------------- | --- | -- | ---- | ---- | ---- | ---- | --- | --- | --- | --- | --- |
| 2015/16. | Сан Антонио спарси          | 54  | 4  | 9.4  | .603 | .000 | .763 | 3.6 | .4  | .2  | .4  | 5.5 |
| 2016/17. | Детроит пистонси            | 35  | 0  | 8.4  | .545 | .000 | .810 | 3.7 | .3  | .2  | .3  | 5.5 |
| 2017/18. | Детроит пистонси            | 19  | 1  | 9.0  | .519 | .000 | .800 | 3.0 | .7  | .2  | .3  | 6.2 |
| 2017/18. | Лос Анђелес клиперси        | 20  | 0  | 8.3  | .551 | —    | .788 | 4.4 | .4  | .3  | .3  | 5.9 |
| 2018/19. | Лос Анђелес клиперси        | 36  | 9  | 10.4 | .607 | .000 | .758 | 4.2 | .6  | .3  | .5  | 6.7 |
| 2018/19. | Филаделфија севентисиксерси | 22  | 3  | 13.9 | .625 | .500 | .722 | 5.1 | 1.5 | .2  | .5  | 8.2 |
| 2019/20. | Далас маверикси             | 44  | 5  | 9.6  | .573 | .235 | .754 | 4.5 | .5  | .2  | .2  | 6.6 |
| 2020/21. | Далас маверикси             | 33  | 3  | 8.2  | .508 | .125 | .816 | 3.9 | .3  | .1  | .2  | 4.7 |
| Каријера | Каријера                    | 263 | 25 | 9.6  | .572 | .257 | .774 | 4.0 | .5  | .2  | .3  | 6.0 |

#### Плеј-оф
| Сезона   | Екипа                       | ОУ | СУ | МПУ  | ПШ%  | 3П%  | СБ%  | СПУ | АПУ | УПУ | БПУ | ППУ  |
| -------- | --------------------------- | -- | -- | ---- | ---- | ---- | ---- | --- | --- | --- | --- | ---- |
| 2016.    | Сан Антонио спарси          | 7  | 0  | 6.0  | .667 | .000 | .889 | 2.0 | .4  | .0  | .3  | 3.4  |
| 2019.    | Филаделфија севентисиксерси | 11 | 0  | 9.5  | .600 | .000 | .842 | 3.3 | 1.0 | .2  | .3  | 5.8  |
| 2020.    | Далас маверикси             | 6  | 0  | 13.7 | .567 | .000 | .778 | 5.8 | .8  | .0  | .3  | 6.8  |
| 2021.    | Далас маверикси             | 4  | 3  | 20.8 | .513 | —    | .778 | 8.0 | 1.0 | .0  | .3  | 11.3 |
| Каријера | Каријера                    | 28 | 3  | 11.1 | .570 | .000 | .826 | 4.2 | .8  | .1  | .3  | 6.3  |

## Остало
Ожењен је Милицом Крстић, са којом има сина Вука и често истиче како му много значи породица. Кум на свадби му је био саиграч из Црвене звезде и Хемофарма Рашко Катић. Занимљиво је да је Милица са својих 161 cm, шездесет центиметара нижа од Бобана.
Учествовао је у снимању телевизијске серије Бићемо прваци света у којој је глумио совјетског кошаркаша Јаниса Крумињша.
Марјановић је глумио у филму Џон Вик 3: Парабелум плаћеног убицу Ернеста, који је цитирао Божанствену комедију Дантеа Алигијерија.
имао је епизодне улоге и у филмовима Hustle (2022), Self Reliance (2023) и Happy Gilmore 2 (2025).